# 東橋 (郡山市)
東橋（あずまはし）は福島県郡山市にある跨線橋。福島県道65号小野郡山線を通す。現在の橋は当地の跨線橋としては2代目に当たる。

## 概要
- 全長…96.1m
  - 最大支間長…64.7m（第2径間）
- 幅員…10.0m×2（車道部7.0m、歩道部3.0m）
- 構造…3径間鋼箱桁橋
- 竣工…1980年（昭和55年）

JR郡山駅のすぐ南側で構内の東北本線の線路をまたぐ跨線橋であり、西詰は市内駅前1丁目、駅構内全域を範囲とする市内燧田を貫き、東詰は市内方八町1丁目・2丁目である。車道部は上下線ともに片側2車線で供用されている。跨線橋の盛土部分の直下に病院が位置することや、郡山駅西口周辺の線路際の繁華街への利便性を上げるために、西詰の歩道はループ状の斜路で直下の道路に接続されていることが特徴であり、これは県内初の事例である。

## 沿革
当地はもともと踏切で東北本線を横断していたが、戦災復興事業として1947年頃に立体交差化された。1957年には上部工のみを取り替える工事を行い、全長77.5m、最大支間長62.9m、幅員6mのプレストレス鋼ランガー桁橋として1958年に開通した。しかし主構造の耐荷力不足、下部工の沈下・移動、床版の損傷が激しく補修では追いつかなくなった上に、上空に東北新幹線が建設されることになったため、1973年から7ヶ年計画で架替が行われることとなった。中心市街地であるために場所の制約が大きいこと、12時間あたり12000台と交通量がとても多いこと、当時長距離特急や貨物列車が頻繁に運行していた東北本線の営業に支障を来さないことと数多くの悪条件の中での架替となった。当時はまだ美術館通りといった郡山駅周辺の立体交差道路がなかったため、道路交通をなるべく維持する必要があったことから、午前中は郡山市街地に向けて西から東へ、午後は市街地から郊外に向けて東から西への一方通行に規制された。利用者の混乱を抑えるために新聞や折込チラシ、テレビやラジオのCMで大々的に周知された。架設については一旦旧来のランガー桁を西側に移動させ架設連絡橋を設置した上で新橋の下部工工事を行い、その後ランガー桁の撤去を行い新たな箱桁を架設する方法を取り、1980年に開通した。